# Eleutherodactylus varleyi
Eleutherodactylus varleyi es una especie de rana de la familia Eleutherodactylidae. Es endémica de Cuba (incluida la isla de la Juventud) donde habita bosques y pastizales desde el nivel del mar hasta los 845 metros de altitud. Se reproduce por desarrollo directo y pone sus huevos en el suelo.